# Ardu
Ardu (Duits: Hardo) is een plaats in de Estlandse gemeente Kose, provincie Harjumaa. De plaats heeft de status van groter dorp of ‘vlek’ (Estisch: alevik).
Tot in 2013 lag de plaats in de gemeente Kõue. Het was de hoofdplaats van de gemeente. In dat jaar ging Kõue op in de gemeente Kose.

## Bevolking
De plaats had 544 inwoners op 31 december 2011 en 506 inwoners op 31 december 2021.

## Ligging
De plaats ligt op de zuidoever van het Paunküla veehoidla, het op een na grootste stuwmeer van Estland. Het meet 447,1 ha (inclusief eilanden) en bestaat sinds 1960, toen de rivier de Pirita werd afgedamd.

## Geschiedenis
Bij Ardu zijn graven gevonden uit ca. 3000 voor Christus. Als grafgiften hadden de begravenen stenen bijlen, sieraden uit steen, botten en hoorns en aardewerk meegekregen. Een andere begraafplaats, met de naam Surnumäe, was in gebruik van 1100 of 1200 tot in de 17e eeuw. Hier zijn ook munten gevonden.
Ardu werd in 1241 voor het eerst genoemd onder de naam Harco. In 1417 stond het dorp bekend als Harde, in 1716 als Ardo en in 1844 als Aardo. Het lag op het landgoed van Paunküll (Paunküla). Tot in 2011 had de plaats de status van dorp; in dat jaar werd ze een alevik (vlek).
Tijdens de Estische Onafhankelijkheidsoorlog vond in het begin van 1919 bij Ardu een veldslag plaats tussen de Esten en de bolsjewieken, die door de Esten gewonnen werd. In 1932 kreeg Ardu een monument voor de slag. Na de Sovjetbezetting van 1940 werd het vernield. Tijdens de Duitse bezetting mocht het in 1942 weer worden opgebouwd. Na de hernieuwde Sovjetbezetting in 1944 werd het opnieuw afgebroken en in 1990 opnieuw herbouwd.

## Foto's

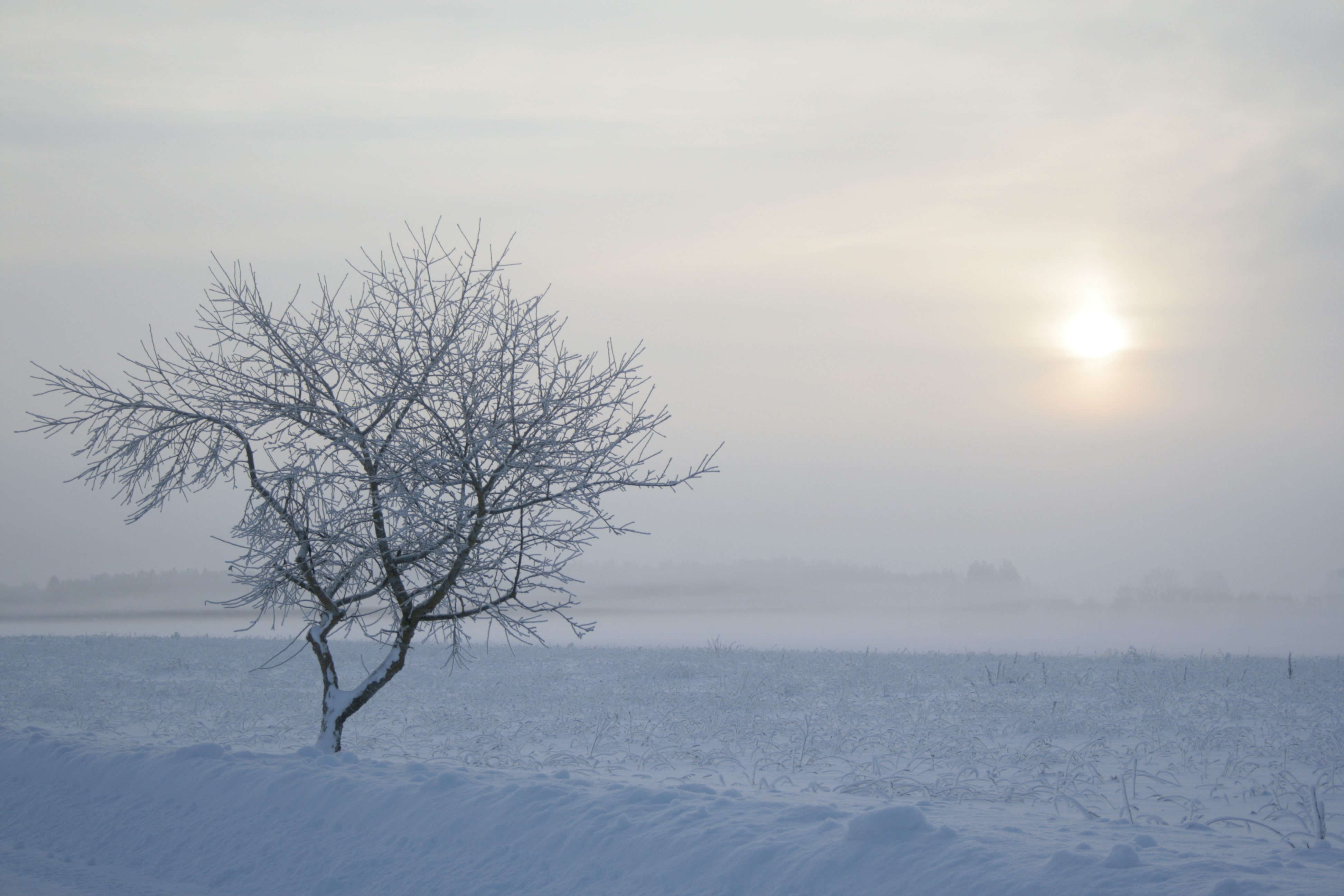
Winter bij Ardu
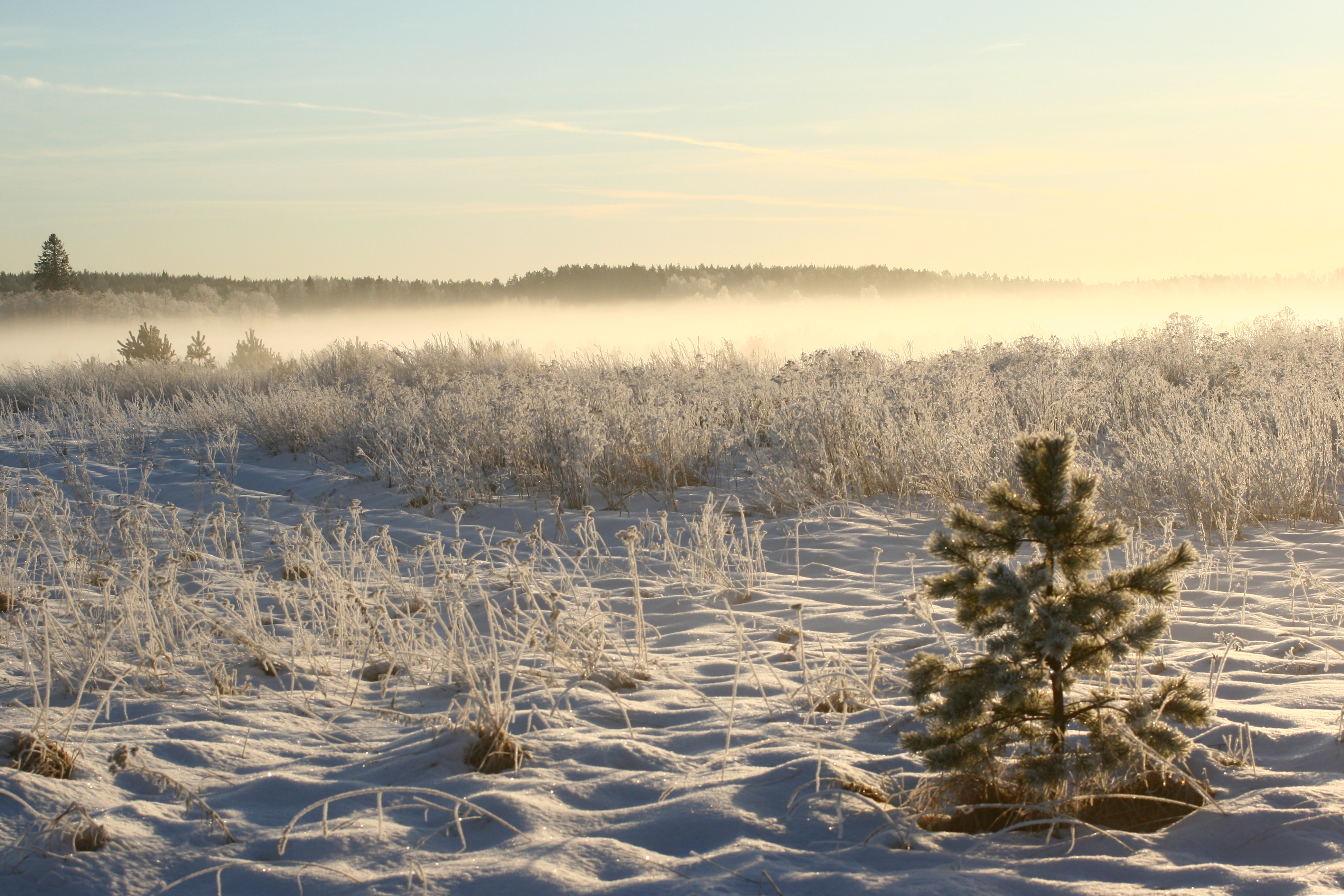
Een mistige dag
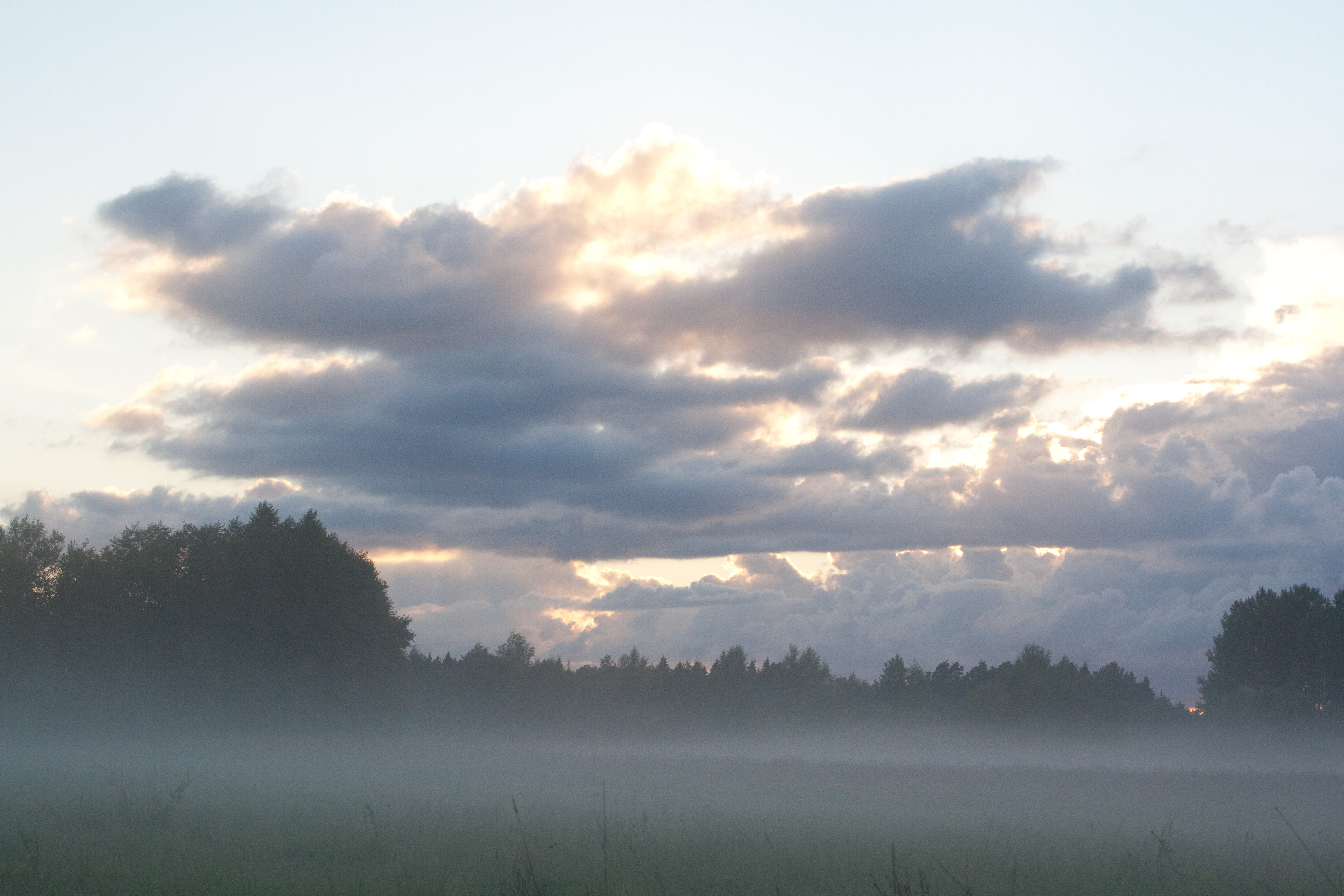
Een mistige avond
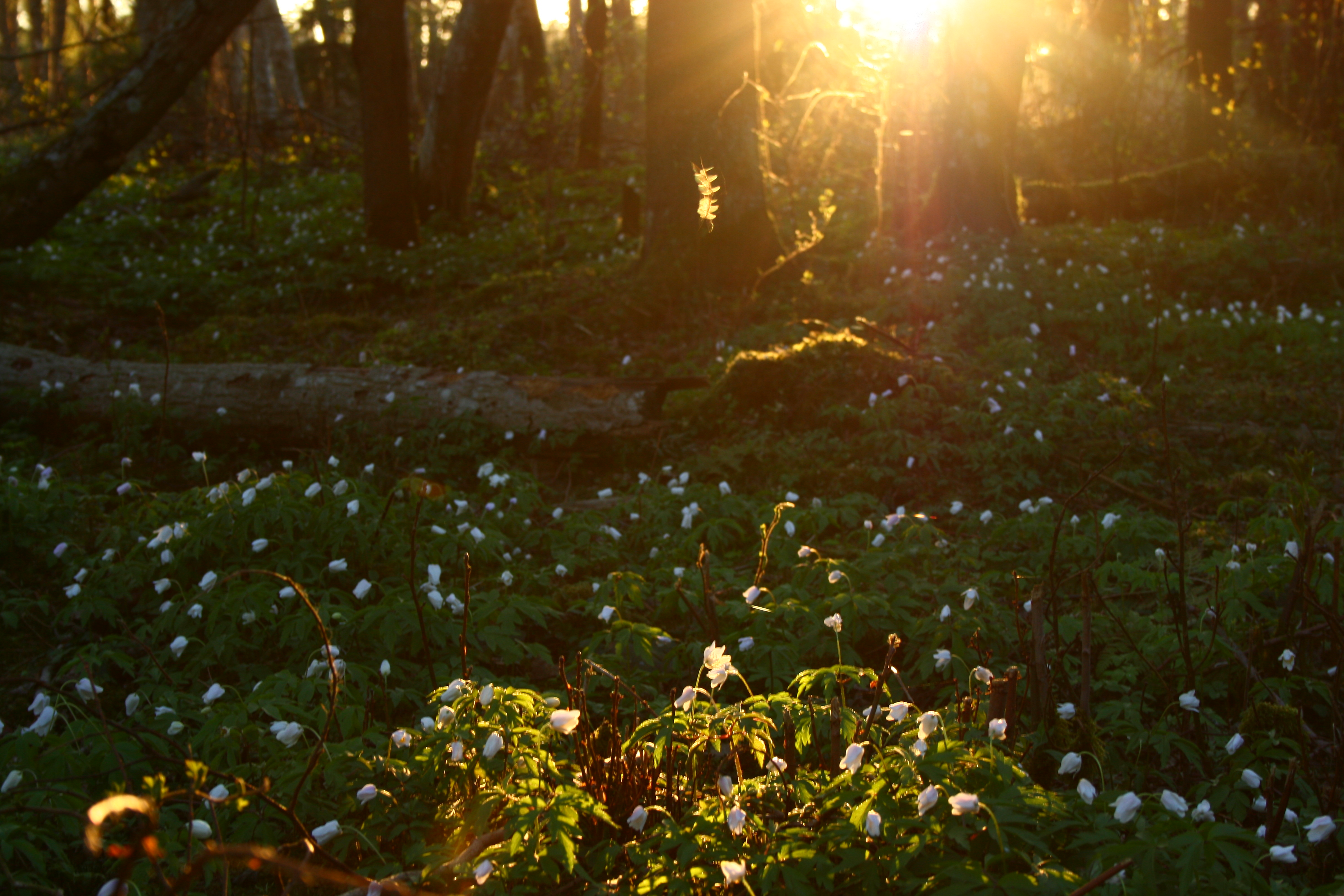
Bos bij Ardu